# 凤岗镇 (友谊县)
凤岗镇，是中华人民共和国黑龙江省双鸭山市友谊县下辖的一个建制镇。1946年前为富锦县辖区，后属集贤县。1954年时，为三道岗乡，以此地建立国营友谊农场。现亦为友谊农场七分场场部驻地。

## 行政区划
凤岗镇下辖以下地区：
凤岗村、集富村、六合村、友利村、兴隆山村、马家街村和幸福村。